# Гумерово (Благовещенский район)
Гумерово (баш. Ғүмәр) — деревня в Благовещенском районе Республики Башкортостан Российской Федерации. Входит в состав Иликовского сельсовета.

## География

### Географическое положение
Расстояние до:
- районного центра (Благовещенск): 47 км,
- центра сельсовета (Староиликово): 3 км,
- ближайшей ж/д станции (Зәгородная): 60 км.

## История
Деревня  была основана во второй половине 1920-х годов как выселок деревни Староиликово. Всегда находилась в составе Иликовского сельсовета. С 1956 года деревня входила в колхоз "Кызыл Байрак". В деревне функционировала начальная школа.

## Население
| 2002 | 2009 | 2010 |
| ---- | ---- | ---- |
| 62   | ↘58  | ↗59  |

Национальный состав
Согласно переписи 2002 года, преобладающая национальность — башкиры (87 %).
Динамика населения:  в 1939 году в Гумерово насчитывалось 318 человек, в 1969 - 223, в 2010 - 59.